# Křemelná (berg)
Křemelná är ett berg i Tjeckien.   Det ligger i regionen Plzeň, i den sydvästra delen av landet, 130 km sydväst om huvudstaden Prag. Toppen på Křemelná är 1 130 meter över havet, eller 208 meter över den omgivande terrängen. Bredden vid basen är 5,2 km.
Terrängen runt Křemelná är huvudsakligen kuperad.Runt Křemelná är det mycket glesbefolkat, med 2 invånare per kvadratkilometer. Närmaste större samhälle är Sušice, 13,1 km norr om Křemelná. I omgivningarna runt Křemelná växer i huvudsak barrskog.